# Акжарське
Акжа́рське (рос. Акжарское) — село у складі Ясненського міського округу Оренбурзької області, Росія.

## Населення
Населення — 542 особи (2010; 764 у 2002).
Національний склад (станом на 2002 рік):
- казахи — 66 %